# Acantholiparis
Genre
Acantholiparis est un genre de poissons de l'ordre des Scorpaeniformes et de la famille des Liparidae (limaces de mer).

## Liste des espèces
Selon World Register of Marine Species (7 août 2019) :
- Acantholiparis caecus (Grinols, 1969)
- Acantholiparis opercularis (Gilbert & Burke, 1912)